# Moe Baby Blues
Moe Baby Blues, llamado Moe y el blues del bebé en España y Moe se convierte en niñera en Hispanoamérica, es el último episodio perteneciente a la decimocuarta temporada de la serie animada Los Simpson, emitido originalmente el 18 de mayo de 2003. El episodio fue escrito por J. Stewart Burns y dirigido por Lauren MacMullan. Es el último episodio de la serie en Hispanoamérica en ser doblado en Audiomaster 3000 debido a la quiebra. En este episodio Moe y Maggie crean un vínculo especial después de que este la salva.

## Sinopsis
Todo comienza cuando la ciudad de Springfield va a los Jardines Botánicos a ver abrirse una flor de loto. Como la gran multitud excedía por una persona la máxima capacidad legal, el jefe Wiggum decide expulsar a Moe de la ceremonia. Sin embargo, cuando la flor se abre, emite un aroma desagradable, haciendo que todos se vayan del lugar. Cuando los ciudadanos se marchan en auto de los Jardines Botánicos, los Simpson se quedan atrapados en un embotellamiento en un puente. Lisa le informa a Homer cuándo se mueve el tránsito, pero este acelera demasiado y pisa los frenos de repente. La fuerza envía a Maggie volando a través de la apertura del techo del auto. Moe, quien estaba deprimido y parado en el borde del puente a punto de saltar, atrapa a Maggie justo cuando estaba por caer al río. Moe es declarado un héroe. 
Poco después, el cantinero aparece en la casa de los Simpson; cuando Homer se va a trabajar y Marge termina teniendo que discutir con el Abuelo, deja a Maggie a cargo de Moe. Maggie instantáneamente acepta a Moe, y los dos la pasan muy bien. Cuando Marge vuelve, Moe le pregunta si puede volver a cuidar a Maggie, y ella acepta. Luego de un rato, Marge se alegra de tener tiempo para hacer sus cosas, sin tener que preocuparse por su hija, pero Homer se siente apartado de la vida de Maggie y se preocupa, ya que la bebé era su última oportunidad para ser un buen padre. Un día, Moe le cuenta a Maggie la historia de El Padrino. Cuando llega a la parte en donde Don Corleone juega con su nieto, Moe demuestra cómo Don lo asusta colocándose un gajo de naranja en la boca, divirtiendo a Maggie. Cuando, más tarde, se celebra el cumpleaños de la niña, Moe trata a la bebé como si fuera su propia hija. Marge y Homer, luego, descubren que Moe había instalado su propio sistema de monitoreo de bebés en la habitación de Maggie, y deciden que ya habían tenido suficiente. Ese mismo día le prohíben a Moe volver a ver a Maggie. 
Moe comienza a sentirse deprimido, ya que extrañaba mucho a Maggie. Una noche, cuando toda la familia está durmiendo, Maggie se despierta al oír a Fat Tony y sus esbirros hablando en el patio de la casa. Cuando uno de los mafiosos se deprime, Tony lo anima poniéndose una naranja en la boca, al igual que en El Padrino, y Maggie reconoce el gesto. Luego, se las arregla para salir de su casa y seguir a los mafiosos. Cuando Homer y Marge descubren que su bebé había desaparecido, automáticamente asumen que Moe la había secuestrado, y lo atrapan con la ayuda de la policía. Sin embargo, pronto descubren que Moe no era culpable. Al enterarse de la desaparición de Maggie, Moe pide ayudarlos en su búsqueda, y Homer acepta. El grupo decide investigar en el jardín de los Simpson. Acto seguido, encuentran la naranja cortada que habían usado los mafiosos, y Moe deduce que Maggie debía de haberlos seguido hasta el Barrio Italiano de Springfiled 
Maggie llega a Luigi's, en donde la banda de Tony el Gordo y otro grupo de mafiosos estaban teniendo una reunión. Maggie entra al restaurante en el momento en que ambos bandos estaban por comenzar un tiroteo. Homer, Marge y Moe estaban fuera del local, y Moe decide entrar a salvar a Maggie. Al entrar, y para evitar que le disparen, les dice a los maleantes que Maggie era una niña inocente y que le había ayudado a mejorar su vida. Todos comienzan a llorar, y Moe y Maggie salen del local. La familia y Moe hacen las paces, no sin antes acordar algo con el padre de la bebé: Homer recibiría un jamón, y Moe pasaría más tiempo junto a Maggie.